# Fédéric Morel
Fédéric Morel der Jüngere (auch Frédéric Morel, Federicus Morellus; * 1552 in Châlon; † 27. Juni 1630) zählte zu den bedeutendsten Gräzisten und Patrologen seiner Zeit und ist besonders bekannt für seine Editionen und Übersetzungen von Apologeten, Kirchenvätern, antiken Philosophen und Literaten.

## Leben
Federic Morel d. J. ist der Sohn von Federic Morel d. Ä. (1523 in Champagne – 1583), der einer gehobenen Familie entstammte und um 1550 die Tochter des berühmten Druckers Michel de Vascosan heiratete, dann 1557 in der rue Saint Jean de Beauvais sein Geschäft eröffnete, 1571 königlicher Drucker wurde und u. a. die Declamationes Quintilians sowie die Schrift zur Architektur von Philibert Delorme verlegte. Federic Morel d. J. führte das väterliche Unternehmen weiter. Er wurde Rhetorikprofessor am Collège de France.

## Werke
Morel edierte, übersetzte und kommentierte u. a. Werke von Aristoteles, Dio Chrysostomus, Strabon, Plutarch, Maximus Tyrius, Libanius, Hierokles, Theodoret. Er verfasste auch einen Psalmenkommentar. Bekannt ist besonders seine Ausgabe christlicher Apologeten des 2. Jahrhunderts, Corpus Apologetarum, zuerst aufgelegt Paris 1615, dann 1636 und 1686 in Wittenberg.